# روبرت إف. بيرت
روبرت إف. بيرت (بالإنجليزية: Robert F. Burt)‏ هو ضابط أمريكي، ولد في 3 مارس 1948 في سبرينغفيلد في الولايات المتحدة، وتوفي في 27 يناير 2014 في سيلفردال في الولايات المتحدة بسبب ورم نخاعي متعدد.